# Basse Wickman
Basse Hans Johan Axel Wickman, ursprungligen Hans Johan Axel Wickman, född 24 maj 1949 i Högalids församling i Stockholm, är en svensk sångare, gitarrist och låtskrivare. År 2010 gav han ut albumet Vita lögner + svarta ballader tillsammans med Magnus Lindberg med tonsatta texter av bland andra Dan Andersson, Karin Boye, Stig Dagerman och Nils Ferlin.
Basse Wickman har Grammisnominerats.
Han är son till Putte Wickman och Estelle, född Christensen, bror till Maria Wickman, halvbror till Anna Olsdotter Arnmar och dotterson till Axel Christensen.

## Priser och utmärkelser
- Stipendium från Konstnärsnämnden
- Stipendium från Sveriges kompositörer och textförfattare, SKAP
- Stipendium från STIM
- Stipendium från Ejnar Westlings minnesfond

## Diskografi LP/CD
- 2014 - Vagabond Ways
- 2010 - Vita lögner + svarta ballader
- 2005 - Revisited/The Best of Basse Wickman
- 2001 – Da Capo
- 2000 – Fritt fall
- 1994 – Nio liv
- 1988 – Gränsland
- 1985 – Navigator
- 1985 – Free Spirit
- 1983 – Another Fine Mess
- 1982 – Crazy Love
- 1981 – Sailing Down the Years
- 1977 – Rhythm of the West
- 1976 – Basse Wickman Band
- 1974 – Till Love Comes Around
- 1973 – Changes